# Manuel Gómez (clarinettiste)
Pour les articles homonymes, voir Gómez.
Manuel de Jesus Eduardo Juan Rosa de la Santissima Trinidad Gómez (né le 6 juin 1859 à Séville, décédé le 8 janvier 1922 à Londres) est un clarinettiste espagnol et membre fondateur de l'orchestre symphonique de Londres. Formé par Cyrille Rose au Conservatoire de Paris, Manuel Gómez généralise l'emploi de la clarinette système Boehm au Royaume-Uni sur l'ancien système ordinaire (simple system),.

## Biographie
Manuel Gómez est né à Séville dans une famille très modeste. Peu après sa naissance, son père Manuel, qui gagnait sa vie en fabriquant des harnais, décéde, laissant trois enfants : Trinidad, Manuel et Francisco. Sa mère perd la vue, Trinidad lui est confiée, Francisco va vivre avec sa grand-mère et Manuel est envoyé à l' Asilo de Mendicidad de San Fernando, où il commence l'étude de la musique et la clarinette.
À l'âge de 18 ans, il quitte l'orphelinat et se rend à Madrid pour étudier la clarinette au Real Conservatorio Superior de Música de Madrid de 1879 à 1881. Son frère Francisco  suit l'exemple de Manuel et  commence également à étudier la clarinette. Pendant son séjour à Madrid, Manuel Gómez termine toutes les années restantes de ses études en une seule année avec une note exceptionnelle. Il obtient le premier prix de clarinette.
Pendant ce temps, Francisco fait ses débuts à Séville et excelle également à la clarinette. Les deux frères  reçoivent des bourses du Conseil provincial de Séville pour aller étudier au Conservatoire de Paris dans la classe de Cyrille Rose. Ils arrivent à Paris en septembre 1882 et s'initient à la clarinette système Boehm, avec laquelle ils perfectionnent leur technique et achèvent leurs études (1er accessit en 1884, 2nd prix en 1885).
Le 26 avril 1885, il joue avec Hélène Krzyżanowska au piano le finale du grand duo pour piano et clarinette, op. 47, de Weber lors d'un concert des exercices des élèves du conservatoire.
En 1886, Manuel se rend à Londres avec une compagnie d'opéra. A cette époque, il est déjà première clarinette à l'orchestre de l'Opéra de Paris et décide de s'installer dans la capitale anglaise. Francisco le rejoint quelques mois plus tard.
À peine un an après son arrivée, Manuel se produit en tant que soliste lors d'un concert extraordinaire organisé à Covent Garden devant la reine Victoria pour célébrer le 50e anniversaire de son accession au trône. Peu après, en 1892, les deux frères  rejoignent l'orchestre de l'opéra de Covent Garden et  deviennent membres de l'orchestre du Queen's Hall dès sa fondation en 1894. Manuel devient première clarinette et Francisco deuxième clarinette.

« (Manuel a) un son vraiment exceptionnel, avec une combinaison de brillance dans les premier et deuxième registres, ainsi qu'une grande douceur dans le registre aigu »

— Pamela Weston, Clarinet Virtuosi of the past
.

« Le concerto pour clarinette et orchestre de M. Percy Pitt, un jeune musicien anglais de valeur, a surtout servi à faire briller les qualités du jeu de M. Manuel Gomez. C'est une composition bien faite, mais d'un genre trop exclusivement pyrotechnique. »

— L. SH., Le Ménestrel, 6 février 1898, p.46

### Les Proms et l'Orchestre symphonique de Londres
Les Proms, généralement connus sous le nom de BBC Proms, sont une série de concerts quotidiens de musique orchestrale classique organisés chaque année de la mi-juillet à la mi-septembre. Ces concerts ont été fondés par l'impresario Robert Newman (en) et le chef d'orchestre Henry J. Wood, qui a dirigé le premier concert le 10 août 1895 au Queen's Hall. Lors de ce concert mémorable, les deux frères ont joué, Manuel en tant que première clarinette et Francisco en tant que deuxième clarinette.
En 1903, plusieurs membres du Queen's Hall Orchestra, dont Manuel, décident de créer un nouvel orchestre londonien autogéré, en dehors des règles strictes d'une direction. Le London Symphony Orchestra est né, avec Manuel Gómez comme première clarinette soliste. Son premier concert a eu lieu le 9 juin 1904 avec Hans Richter comme chef d'orchestre. Aujourd'hui, plus de 100 ans après, cet orchestre, considéré comme l'un des meilleurs au monde, est toujours attaché à l'autogestion de son organisation.

« Gómez, sévillan et clarinette ! Cela prête presque à rire, mais si l'on tient compte - il y a des musiciens en Espagne qui le savent - du fait que Manuel Gómez est le meilleur clarinettiste du monde, le rire cesse sur les lèvres pour laisser place à des expressions de respect et d'admiration. (...) Gómez est une institution en Angleterre. »

— Ramiro de Maeztu, journal La Correspondencia de España, mars 1905

### Sa rencontre avec le Roi et le Titanic
En 1911, Manuel Gómez est invité par le King's Private Band à jouer pour le roi George V au palais de Buckingham. Installé enAngleterre depuis près de 25 ans, on lui demande de changer de nationalité, car aucun musicien étranger n'était autorisé à jouer pour la famille royale britannique. Cependant, le clarinettiste de Séville n'était pas d'accord. Ainsi, compte tenu du prestige de l'instrumentiste, la Musique privée du Roi a joué avec Manuel Gómez, qui a été présenté au Roi comme « le célèbre clarinettiste espagnol ».
Un an plus tard, Manuel effectue une tournée aux États-Unis et au Canada avec le London Symphony Orchestra, donnant 28 concerts en 21 jours dans 23 villes différentes. L'orchestre symphonique de Boston essaiera en vain de l'embaucher. Ainsi, à la mi-avril 1912, il s'embarque sur le paquebot Baltic pour retourner en Angleterre. Aux premières heures du 15 avril, le SOS arrive : le Titanic a heurté un iceberg et coule. Immédiatement, le Baltic vient au secours du célèbre paquebot à toute vitesse. La tragédie a choqué tous les musiciens de l'orchestre londonien, d'autant plus qu'ils avaient prévu leur voyage aller vers les États-Unis sur le Titanic. Mais la White Star Line a dû retarder de trois semaines le voyage inaugural de son navire amiral, obligeant l'orchestre anglais à naviguer sur un navire moins prestigieux. Dans les jours qui ont suivi le dramatique accident, les musiciens de l'orchestre symphonique ont organisé des concerts de charité à Londres pour aider les orphelins du Titanic.

### Ses dernières années
Manuel Gómez a pris sa retraite en 1915, mais il a continué à jouer et à donner des concerts jusqu'en 1921. Un cancer le détériore rapidement et il meurt à Londres le 8 janvier 1922. Francisco a quitté Londres et s'est installé dans le nord du Pays de Galles. Il décéde le 5 janvier 1938. Des deux frères, Manuel est celui qui a conservé les liens les plus étroits avec l'Espagne. Il épouse l'Espagnole Adela Yglesias, danseuse à l'Opéra de Paris, à Manchester en 1890.
L'Angleterre, avec son intense activité orchestrale, a permis aux frères Gómez de développer leur talent et d'être les protagonistes d'une période au cours de laquelle les orchestres du XIXe siècle se sont transformés en ce que nous connaissons aujourd'hui. Mais ils ont également partagé leur destin dans les moments les plus difficiles et, comme tant d'autres, ont payé un prix élevé.
Pendant la première guerre mondiale, les fils de Manuel et Francisco ont pris part à la guerre en combattant pour l'Angleterre. Dès les premiers jours de combat, les deux fils de Francisco meurent dans les tranchées du front français. Harry, le fils de Manuel, a eu plus de chance: il a participé à la bataille de Gallipoli, l'une des plus dures et des plus sanglantes de toute la guerre, et a été blessé à la jambe, mais a heureusement survécu. Des années plus tard, pendant la Seconde Guerre mondiale, une bombe volante V-1 est tombée sur la maison des Gomez à Londres, tuant la femme de Manuel, Adela, et deux de leurs filles. Sa troisième fille a été retrouvée gravement blessée, sa mère l'avait protégée de son corps lorsqu'elle avait entendu l'arrivée de la bombe, et bien qu'elle ait survécu, elle ne s'est jamais complètement remise.

### Collection
En avril 2018, le clarinettiste canadien Harold Gómez, petit-fils du clarinettiste Manuel Gómez, a fait don au Musée du Conservatoire de Madrid de la clarinette fabriquée en 1900 par le fabricant anglais Boosey & Company sur les instructions de Manuel Gómez lui-même. Ce système de clétage est appelé « système Gomez-Boehm ».
À ce jour, trois exemplaires de ce modèle de clarinette sont connues dans le monde : une se trouve au musée Horniman de Londres, une autre appartient à une collection privée en Arizona et la troisième se trouve à Madrid.

## Enregistrements
- Fantaisie brillante sur Rigoletto de Verdi, The Clarinet: Historical Recordings, Vol. 1 (Recorded 1898-1940), arrangement par Luigi Bassi, avec Manuel Gómez, (Clarinet and Saxophone Classics, 1993)